# Riverside Museum
El Riverside Museum [Museo de Riverside] es un nuevo edificio concebido por Zaha Hadid para el Museo de Transporte de Glasgow, finalizado el 20 de junio de 2011, en el Pointhouse Quay, en el distrito de regeneración del puerto de Glasgow, en Glasgow, Escocia. Al día siguiente se abrió al público. En 2013, el museo tuvo 740.276 visitantes durante el año.
El 18 de mayo de 2013, el Foro Europeo de Museos le otorgó el Premio del museo europeo del año, galardón que reconoce cada año a los nuevos museos que han realizado avances e innovaciones en el ámbito museístico. El museo galardonado alberga durante un año la estatua de Henry Moore The Egg, que simboliza el premio.

## Concepto y diseño
El edificio del Riverside Museum fue diseñado por Zaha Hadid Architects y los ingenieros de Buro Happold. Las exposiciones internas y pantallas expositivas fueron diseñadas por Event Communications. Reemplaza las instalaciones de la ciudad de Kelvin Hall y el nuevo museo es el primero que abrió en la ciudad desde el St Mungo Museum of Religious Life and Art en 1993 y se espera que atraiga hasta 1 millón de visitantes al año. Aunque tiene aproximadamente la misma superficie útil (7500 m²) que la instalación del museo anterior, crea un hogar ecológico más estable para las importantes colecciones de Tecnología de Transporte de Glasgow. El edificio también cuenta con un espacio de taller y oficina para el Clyde Maritime Trust.[cita requerida]
El museo está construido en el sitio del antiguo astillero A. & J. Inglis en el puerto de Glasgow, en la orilla norte del río Clyde y adyacente a su punto de confluencia con el río Kelvin . Este sitio permite al Glenlee del Clyde Maritime Trust's SV y a otras embarcaciones visitantes atracar al lado del museo.
El museo tiene 10 000 m² útiles, con 7500 m² de salas de exposiciones. Zaha Hadid describe el exterior del edificio como una ola o un movimiento plegado. Las fachadas y cubiertas del edificio están revestidas completamente con doscientas toneladas de zinc-titanio. Totalmente acristalado, los extremos del museo contrastan con el conjunto de la estructura de forma sinusoidal. A pesar de su sofisticación, el museo hace referencia a la arquitectura portuaria. Zaha Hadid añade que:

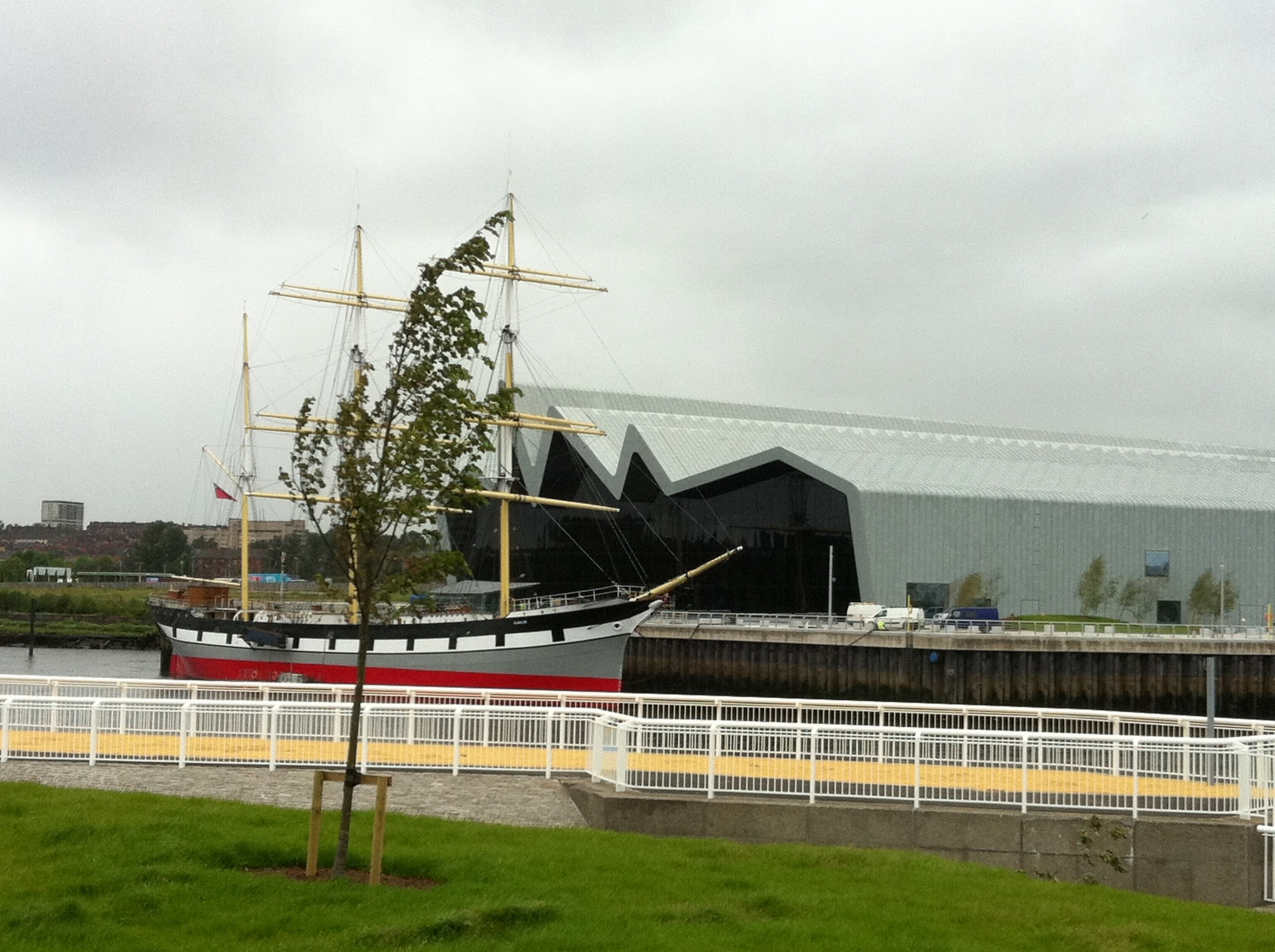
El Riverside Museum y Tall Ship desde Govan

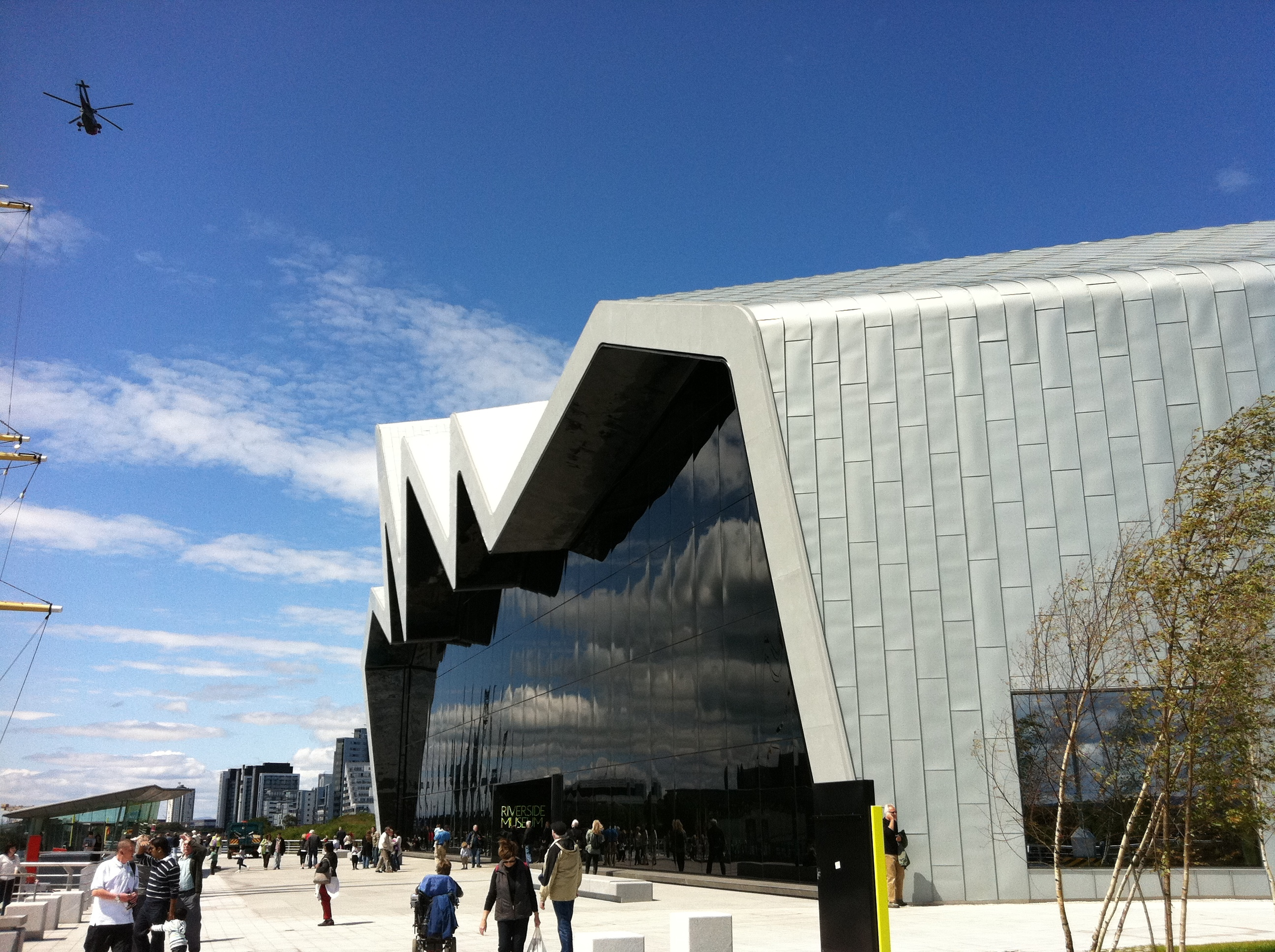
A different angle of the front of the Riverside Museum

el museo es como un hangar en forma de túnel, abierto en sus dos extremos opuestos hacia la ciudad y al río Clyde. Es así poroso en ambos lados con respecto a su contexto. Sin embargo, la conexión del uno a la otra se lleva a cabo según un recorrido divergente que conduce desde el mundo exterior al mundo de las piezas expuestas. Mediador entre la ciudad y el río, la ruta puede ser tanto hermética como porosa en función del plan de la exposición. Así el museo se posiciona simbólica y funcionalmente como abierto y fluido en su relación con su contexto y su contenido.

## Financiación

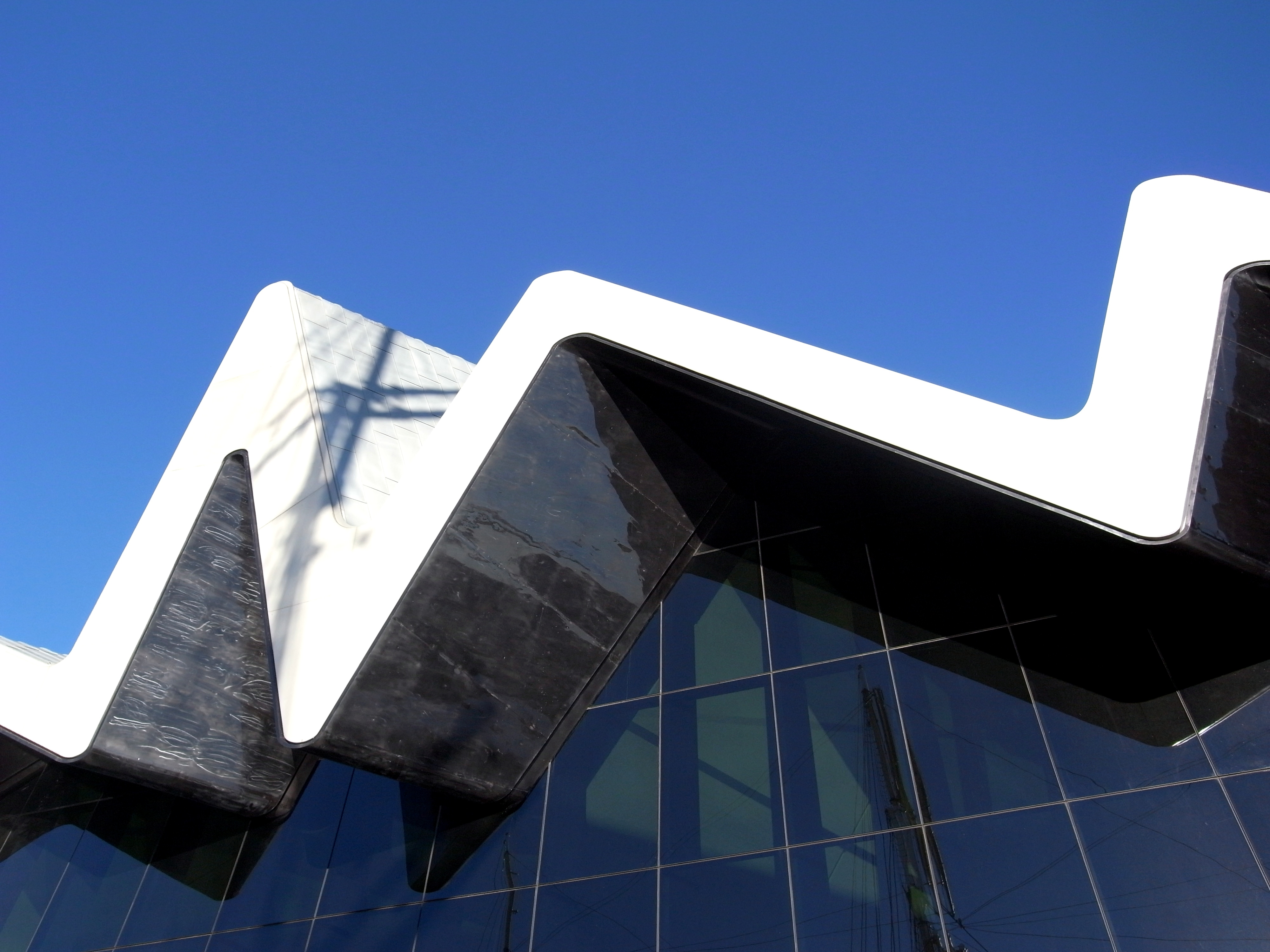
Detalle de la fachada sur del Riverside Museum

De los 74 millones de libras necesarios para el desarrollo del Riverside Museum, Glasgow City Council y Heritage Lottery Fund aportaron 69 millones de libras. La Riverside Museum Appeal [Apelación de Riverside Museum] fue un fondo de caridad establecido para alcanzar los últimos £ 5.000.000 en patrocinio y donaciones de empresas, fideicomisos y particulares para el desarrollo del museo. El Riverside Museum Appeal Trust es reconocido como Scottish Charity SC 033286.
Los principales patrocinadores del proyecto fueron BAE Systems Surface Ships, Weir Group, Rolls-Royce plc, FirstGroup, SPT, Caledonian MacBrayne, Arnold Clark, Scottish and Southern Energy, Diageo, Bank of Scotland y Optical Express.

## Construcción

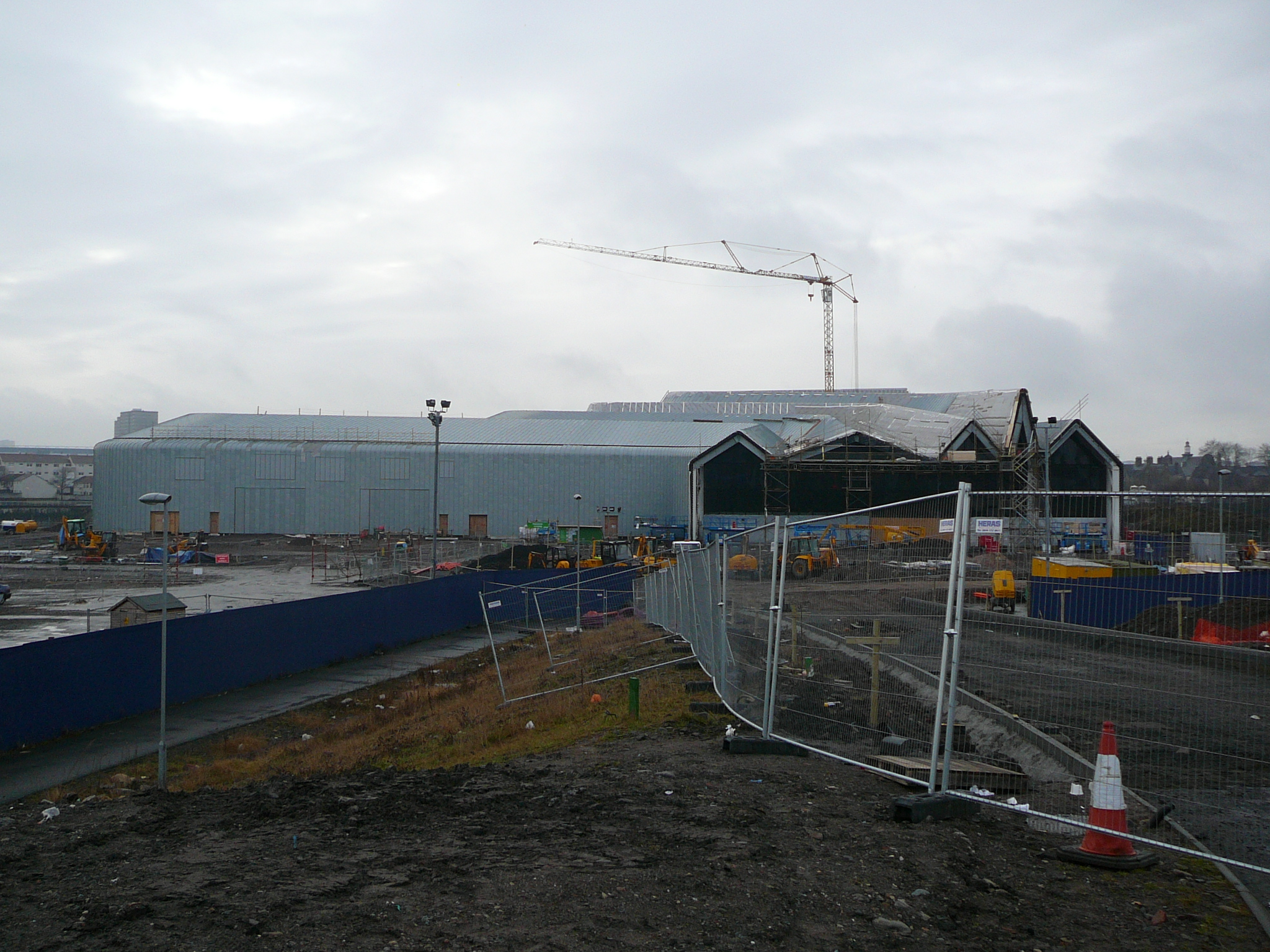
Museo en construcción, febrero de 2010

El 13 de noviembre de 2007, el Lord Provost de Glasgow, Bob Winter cortó el primer césped. Durante el verano de 2008, se llevaron a cabo las obras de cimentación, con masivas trincheras subterráneas creadas para albergar los servicios para el edificio. A finales de septiembre de 2008, el marco de acero de la estructura fue tomando forma. Durante 2010, se puso en marcha el revestimiento del edificio y los trabajos de acondicionamiento interno continuaron junto con las obras de paisajismo externas. El edificio fue terminado estructuralmente a finales de otoño de 2010 y prosiguió la labor de preparación para el Riverside Museum hasta su apertura el 21 de junio de 2011.
El principal contratista del proyecto fue BAM Construct UK Ltd, con una amplia serie de subcontratistas comerciales, incluyendo las instalaciones de servicios entregadas por el equipo de BBESL de Jordan Kerr, Gordon Ferguson & Jamie Will y FES, la gestión del proyecto bajo la responsabilidad de Capita Symonds y los Servicios Residentes de Ingeniería proporcionados por Buro Happold.

## Colecciones

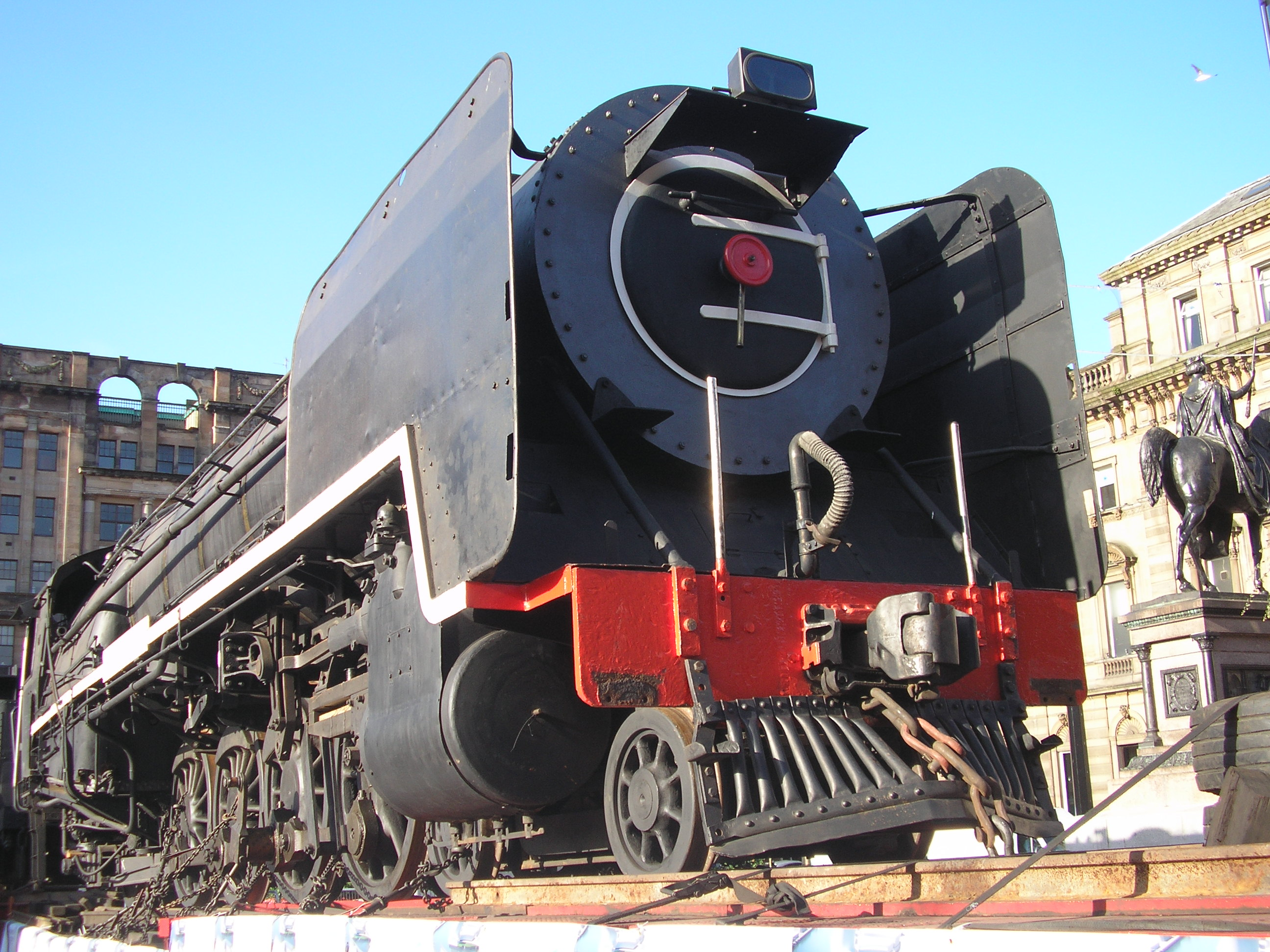
Locomotora 3007 de la Clase 15F en George Square en 2007

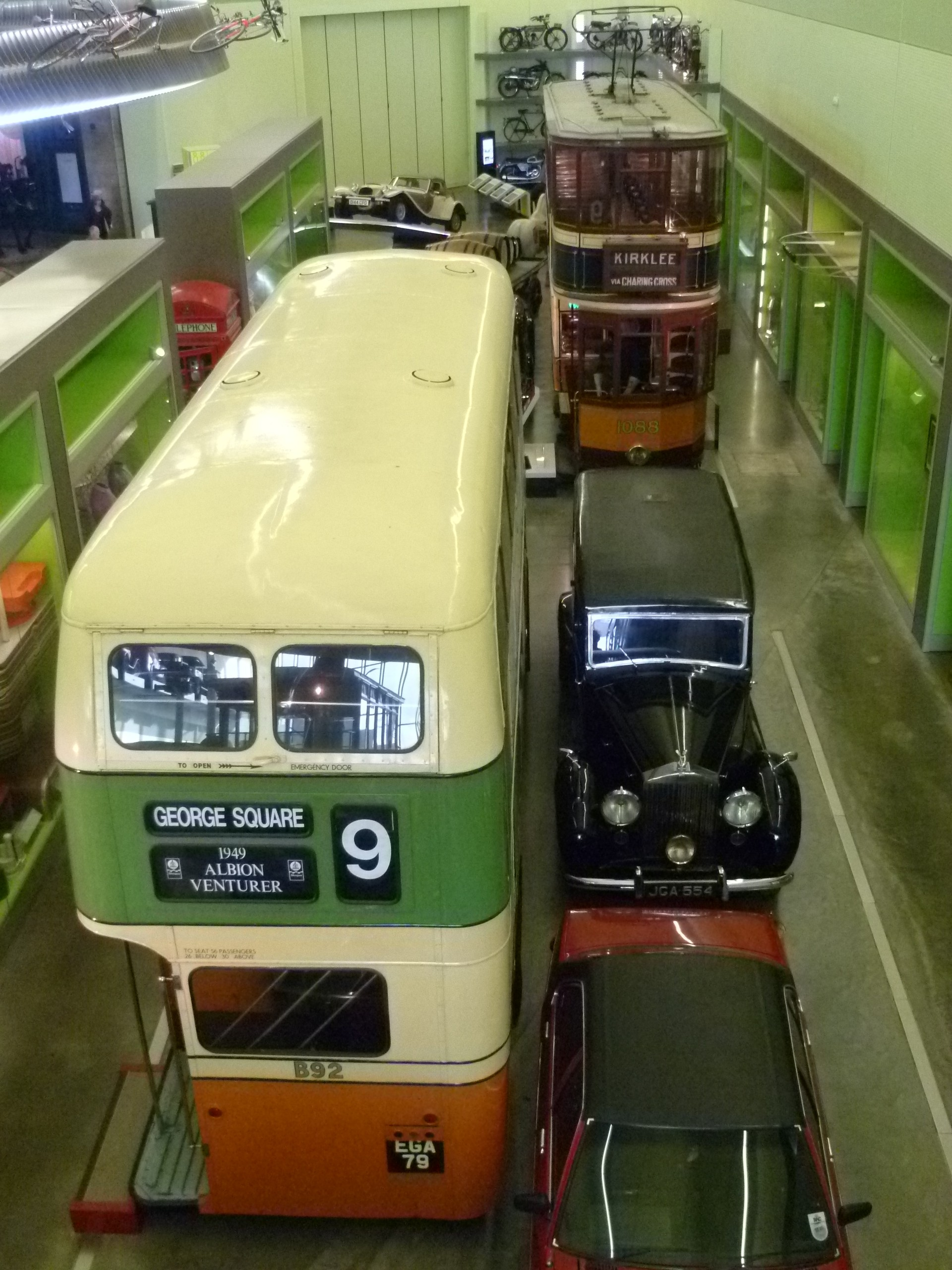
Algunas de las exposiciones del museo

Además de albergar muchas de las colecciones existentes en el Museo de Transporte de Glasgow, la ciudad ha adquirido elementos adicionales para mejorar la experiencia:
- L. S. Lowry: Cranes and Ships, Glasgow Docks – adquiridas en Christie's en noviembre de 2005 por £ 198.400, la pintura se encuentra actualmente en exhibición en el Kelvin Hall. La obra de 1947 fue comprada con la ayuda del empresario de Glasgow Willie Haughey, de City Refrigeration Holdings, y una donación de £ 20.000 del National Art Collections Fund.[9][10]
- SAR Class 15F 4-8-2 locomotora de vapor, No.3007 - construida por la compañía de Glasgow North British Locomotive Company en sus Polmadie Works en 1945, la locomotora fue un regalo del operador de ferrocarriles de Sudáfrica  Spoornet al proyecto. Estuvo en la exposición en la George Square durante un corto tiempo en 2007, como parte del esfuerzo por aumentar la contribución pública de 5 millones de libras.[11]

## Acogida
Desde su apertura, el museo de Riverside ha recibido críticas generalmente positivas. Sin embargo, su diseño sigue siendo criticado regularmente por los visitantes, siendo la queja principal que una parte significativa de los coches en exposición están colocados en estantes montados a gran altura. La evaluación de los visitantes indica que esto ha sido decepcionante para los entusiastas del automóvil y también para los habitantes de Glasgow que tenían buenos recuerdos tras visitar el Museo del Transporte en su ubicación anterior, que mostraba los objetos expuestos a nivel del suelo lo que permitía a los visitantes ver los coches de cerca y mirar dentro de ellos.

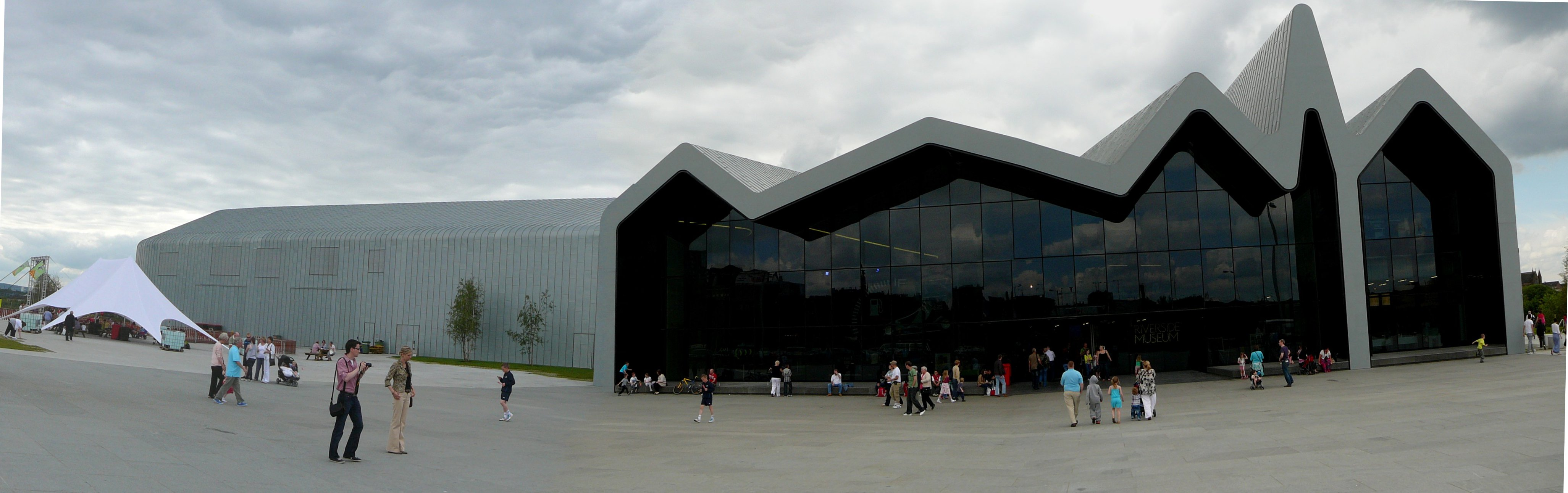
Una vista panorámica de la parte delantera del edificio.